# نادي فاكيف بنك للكرة الطائرة
نادي فاكيف بنك للكرة الطائرة هو نادي كرة طائرة للسيدات من مدينة إسطنبول ويعد واحد من أفضل أندية السيدات في العالم حيث إستطاع تحقيق لقب دوري أبطال أوروبا 4 مرات وبطولة العالم للأندية 3 مرات.